# Ґустав Нойманн
Ґустав Ріхард Людвіг Нойманн (нім. Gustav Richard Ludwig Neumann; 15 грудня 1838, Гливиці — 16 лютого 1881, Алленберг) — німецький шахіст і літератор, національний майстер (1865). Редактор (спільно з Адольфом Андерсеном) журналу «Нойє берлінер шахцайтунг» («нім. «Neue Berliner Schachzeitung»; 1864–1867). Автор популярного шахового підручника, перекладеного французькою, голландською та російською мовами.

## Спортивні досягнення
| Рік  | Місто       | Турнір                     | +  | - | = | Результат | Місце |
| ---- | ----------- | -------------------------- | -- | - | - | --------- | ----- |
| 1867 | Париж       | Міжнародний турнір         | 17 | 3 | 4 | 19 з 24   | 4     |
|      | Данді       | Міжнародний турнір         | 7  | 1 | 1 | 7½ з 9    | 1     |
|      |             | Матч проти Шимона Вінавера | 3  | 0 | 0 | 3 з 3     |       |
| 1870 | Баден-Баден | Міжнародний турнір         | 9  | 5 | 2 | 10 з 16   | 3-4   |
| 1872 | Альтона     | Міжнародний турнір         | 2  | 0 | 2 | 3 з 4     | 2     |